# Complete of Mi-Ke at the BEING studio
complete of Mi-Ke at the BEING studioはat the BEING studioシリーズの6作品目としてリリースされた、Mi-Keのベストアルバム。

## 概要
ビーイングが2002年から2003年にかけて発売したat the BEING studioシリーズの6作目。Mi-Keのキャリアにおいて、初のベストアルバムとなった。全曲リマスタリング。ライナーノーツ付き。スペシャルBOX仕様。
「想い出の九十九里浜」や「サーフィン・JAPAN」などのヒットシングルに加え、同年に島谷ひとみがカバーしてヒットした「亜麻色の髪の乙女」などのカバー曲も収録。
今作で唯一、未発表のプレミアムトラックとして収録された「クリスマス・イブ」は山下達郎の同名曲のカバー。尚、この曲はシングル「Pink Christmas」を含む"タイトル未定のクリスマスカバーアルバム"(1992年12月発売予定)に収録予定だったが、アルバム発売自体が中止になった。
付属しているライナーノーツの「涙のバケーション」の項で当該タイトルを「9thシングル」、「む〜んな気持ちはおセンチ」の項で「ブルーライトヨコスカ」を2ndシングルと誤った記載をしている。
2012年9月26日に価格を1680円に改めた再発盤が期間限定で発売された。

## 批評
Groovin'の作山和教は「肩の力が入りすぎのカバーアルバムもあったりする中、まるで「いいものは素直に楽しもうよ」と語りかけてくるような、愛すべきアルバムだ」と評した。

## 収録曲
1. 涙のバケーション
2. コニーフランシスメドレー
3. サーフィン・JAPAN
4. サーフィン・U.S.A.
5. Please Please Me, LOVE
6. AND I LOVE HER
7. 想いでの九十九里浜
8. 好きさ好きさ好きさ
9. 亜麻色の髪の乙女
10. ブルーライトヨコスカ
11. ブルーライトヨコハマ
12. アイ・ラブ・ユー,OK
13. 悲しきテディ・ボーイ
14. 朝まで踊ろう
15. 白い2白いサンゴ礁
16. "OFF COURSE"メドレー
17. BLUE MOONのように
18. む〜んな気持ちはおセンチ
19. Pink Christmas
20. クリスマス・イヴ